# Sébastien Gattuso

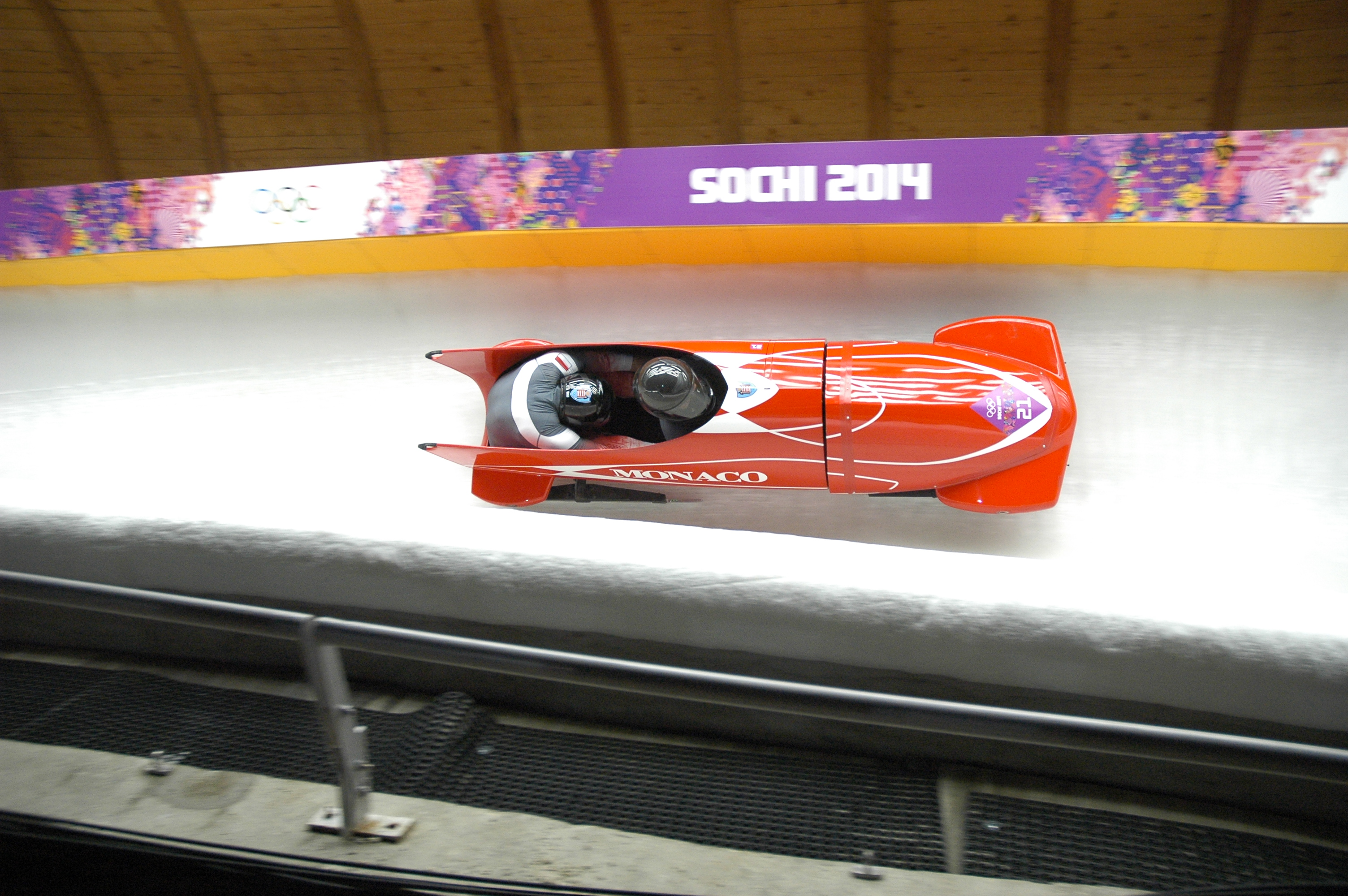
Gattuso e Patrice Servelle nas Olimpíadas de Inverno de 2014.

Sébastien Gattuso (28 de junho de 1971) é um atleta e piloto de bobsleigh monegasco. Participou de dois Jogos Olímpicos de Verão (2004 e 2008) e de três Jogos Olímpicos de Inverno (2002, 2010 e 2014), não ganhando medalhas.